# مزج
المزج هو خليط من محلولين أو أكثر يكون متجانس لو كان من نفس النوع وغير متجانس لو كان من نوعين مختلفين (حمض وقاعدة).

## المحلول المتجانس
```
المخلوط المتجانس هو المخلوط المكون من مادتين نقيّتين أو أكثر، بحيث يُمكن تحديد المادة المُذابة - أي المادة التي تذوب في مادةٍ أخرى- والمُذِيب - الوسط المادي الذي يُذيب المُذاب-، ويُطلق على هذا النوع من المخاليط اسم المحاليل، ومثال ذلك ماء البحر الذي يتكون من الماء السائل كمُذيبٍ وكلوريد الصُوديوم الصلب كمذابٍ ويمكن أن تكون هذه المخاليط غازية أيضاً كالهواء، حيث يتكون الهواء من مجموعة من الغازات المُذابة في غاز النيتروجين، وتشمل المخاليط أيضاً بعض أنواع السبائك كالفولاذ الذي يتكون من الحديد الصلب كمذيبٍ والكربون الصلب كمذابٍ
[
2
]
```

## المخلوط غير المتجانس
هو عبارة عن المخاليط التي تتكون من مادتين أو أكثر بنسبٍ غير محددةٍ، بحيث يُمكن تمييز مكوناته بالعين المجردة، وتنقسم إلى قسمين هما:
- المخلوط المُعلق: هو المخلوط الذي يتكون من مادتين يُمكن أنْ تُفصلا عن طريق الترويق أي ترك المخلوط فترةً من الزَمن دون تقليبٍ، بحيث تترسب المادة الصلبة في الأسفل وترتفع المادة السائلة، وتُفصل بالترشيح أي سكب المخلوط على ورقة ترشيحٍ بحيث تنفذ المادة السائلة وتبقى المادة الصلبة على ورقة الترشيح، ومثال ذلك: القهوة المغلية، ومخلوط الماء والرَمل. [3]

- المخلوط الغروي: هو مخلوطٌ غير متجانسٍ يتكون من مادتين أو أكثر، حيث تكون قطر جسيمات هذه المواد صغيرٌ جدًا لا يتجاوز 1000 نانومتر، بحيث تبقى المادة الصلبة هائمة في المادة السائلة ولا يُمكن فصلها بالترويق أو الترشيح، وله خواصٌ كهربائيةٌ، ومثال ذلك: الحليب السائل، والدَم، والجيلاتين.

## خصائص المخلوط
- يتم فصل مكونات المخلوط باستخدام الطُرق الفيزيائية كالترويق، والترشيح، والتقطير، والتبلور، والتسامي.
- يتكون من مكوناتٍ بنسبٍ وزنيةٍ مختلفةٍ.
- تعد عملية تكوين المخلوط هي عملية خلطٍ فيزيائيةٍ وليست عملية تفاعلٍ كيميائيٍ؛ إذ لا تنكسر الروابط بين المكونات ولا تتكون روابط جديدة، كما لا تنتج عن عملية الخلط طاقة حرارية أو انتشار غازات أو غيرها من أدلة حصول التفاعل الكيميائي.
- تحافظ جميع مكونات المخلوط على خواصها.
- يعد المخلوط جزءٌ أساسيٌ من حياة الإنسان اليومية؛ يلمسه في كل ما يُمكن مزجه وخلطه خاصةً في عملية الطبخ وإعداد المأكولات والمشروبات كالشاي، والبيتزا، والعصائر، وغيرها الكثير.